# Vojčice
Vojčice (allemand : Wetz) , est un village de Slovaquie situé dans la région de Košice.

## Histoire
Première mention écrite du village en 1217.

## Démographie

### Évolution de la population
| Année:               | 1994. | 2004.   | 2014.   | 2024.   |
| -------------------- | ----- | ------- | ------- | ------- |
| Nombre de personnes: | 1931  | 2074    | 2167    | 2253    |
| Différence:          |       | +7,40 % | +4,48 % | +3,96 % |

| Année:               | 2023. | 2024.   |
| -------------------- | ----- | ------- |
| Nombre de personnes: | 2264  | 2253    |
| Différence:          |       | -0,48 % |